# Latibulus liaoningensis
Latibulus liaoningensis là một loài tò vò trong họ Ichneumonidae.